# Avinguda Juan Bautista Lafora
L'avinguda de Juan Bautista Lafora i, per extensió, el carrer de Jovellanos són dues avingudes consecutives de la ciutat valenciana d'Alacant.
El nom de l'avinguda fa referència a l'enginyer alacantí Juan Bautista Lafora y Caturla, que va permetre la construcció del ferrocarril d'Alacant a Dénia, aproximadament l'actual Línia 1 del tramvia. Així mateix, el nom de Jovellanos fa referència a Gaspar Melchor de Jovellanos, escriptor i filòsof il·lustrat espanyol.
L'avinguda comença a la plaça de la Porta de la Mar i discorre, en direcció sud-oest - nord-est, paral·lela al passeig de Gómiz i la platja del Postiguet. A l'altura de la biblioteca pública Azorín, passa a denominar-se carrer de Jovellanos, el qual es perllonga fins a l'inici de l'scalextric del Postiguet. Anteriorment, es tractava del carrer exterior de la muralla que protegia la ciutat, anomenat carrer del Postiguet, que en 1858 es va derruir. Actualment, es poden veure restes de la muralla des de la carretera, la part superior de la qual és el carrer de la Mare de Déu del Socors, a la qual es pot accedir a través d'escales, ascensor o pas elevat.
La via, que té una longitud conjunta d'uns 700 m i fins a tres carrils per cada sentit separats per una mitjana, forma part de la N-332. És, per tant, una artèria principal de la ciutat que enllaça amb el seu accés nord (l'avinguda de Dénia) i l'avinguda de la Vila Joiosa. A més de la platja i la biblioteca pública Azorín, des d'aquesta via es pot accedir al paseig de Ramiro i el túnel de 200 m que connecta amb els ascensors del castell de Santa Bàrbara. Una passarel·la per als vianants que uneix la platja amb el barri del Raval Roig passa per damunt de l'avinguda. Està longitudinalment connectada per la línia 5 del TRAM Metropolità d'Alacant gràcies a la parada de Porta del Mar.
L'hotel Bahía, situat enfront d'aquesta avinguda, va ser objectiu d'un atemptat terrorista d'ETA al juliol de 2003.